# فران هوبر
فران هوبر (بالإنجليزية: Fran Hopper)‏ هي فنانة قصص مصورة أمريكية، ولدت في 13 يوليو 1922، وتوفيت في 29 نوفمبر 2017 في نيوجيرسي في الولايات المتحدة.